# Сандуленко Леонід Леонідович
Сандуленко Леонід Леонідович (*19 серпня 1956, Київ) — український співак. Народний артист України (2000).

## Біографія і творча діяльність
Леонід Сандуленко народився 19 серпня 1956 в Києві у багатодітній ромській родині. Батько його був виконавцем танців народів світу, матір займалась вихованням дітей. Старшого брата Бориса на початку 1960-х називали місцевим Робертіно Лоретті, проте він припинив співати після того, як у нього почалась мутація голосу. Леонід же, почавши співати з шести років, став відомим співаком, першим ромом, якому згодом було присвоєно звання Народного артиста України.
Закінчив Київську музичну школу імені М. Лисенка (диригентсько-хорове відділення) та Київську державну консерваторію.
Під час навчання вечорами співав у ресторанах. Працював у Київському мюзик-холі, гастролював зі створеним ним сімейним ансамблем «Гіля ромен» («Пісні циган») по всьому колишньому СРСР.
Згодом став солістом ансамблю Київського військового округу, де здобув звання заслуженого артиста України, а через деякий час — провідним солістом Ансамблю пісні та танцю МВС України, де отримав звання Народного артиста (2000). Лауреат Міжнародної літературно-мистецької премії імені Миколи Лисенка «Рапсодія» (Україна, 2020). Лауреат Міжнародної премії української пісні імені Василя Симоненка (м. Київ, 2021).
В репертуарі співака українські, російські та циганські пісні, романси, класичні і авторські твори, вітчизняні і закордонні шлягери. Виступав у США, Канаді, Франції, Іспанії, Бельгії, Швейцарії, Голландії, Чехії, Словаччині, Німеччині, виконував пісні англійською, іспанською, італійською мовами, а також на івриті.
Своїм хрещеним батьком вважає легендарного Миколу Сліченка, а янголом-хранителем — свого творчого директора — дружину Тамару. Має дорослих дітей: сина Михайла і доньку Олександру.

## Альбоми
- Криниця любові (2003)
- Міліція з народом (2005)
- Захистимо Україну (2006)
- Міліція України. 15 років (2006)
- На варті правопорядку (2007)
- 20 років ВВ МВС України (2007)
- Професійний компакт-диск «Душа цигана» (2008 рік)
- Компакт-диск «Земними росами».

## Пісні
- Запаліте вогонь (сл. В. Крищенка / муз. О. Моргун)
- Клятва Україні (сл. В. Мельникова / муз. В. Мельникова, О. Бурміцького). Текст пісні «Клятва Україні» перекладено на усі офіційні мови ООН, ОБСЄ та багато інших мов світу, зокрема на грецьку[5], латиську[6], іспанську[7], італійську[8] та інші
- Кохання все прощає (сл. О. Шарварка / муз. Ю. Пересунька)
- Криниці любові (сл. О. Шарварка / муз. Ю. Пересунька)
- Мій рідний край (сл. В. Крищенка / муз. Л. Нечипорука)
- Травнева ніч (сл. О. Шарварка / муз. Ю. Пересунька)
- Тамарочка (сл. Р. Тальського / муз. В. Мельникова)
- Здрастуйте рідні! (сл. Сергія Дзюби, муз. Бориса Раденка)[9]
- Порадниця свята (сл. Сергія Дзюби, муз. Бориса Раденка)[10]
- Сніги (сл. Андрія Демиденка, муз. Бориса Раденка)